# هانی کریسپ
هانی کریسپ (به انگلیسی: Honeycrisp) یک رقم سیب است که در مرکز ایستگاه پژوهشی آزمایش کشاورزی و باغبانی دانشگاه مینه‌سوتا ،سینت پل-مینیاپولیس پرورش یافته است.
در سال ۱۹۶۰ به نام MN 1711 نامگذاری شد، و در ۱۹۹۱ انتشار یافت. هانی کریسپ، که قرار بود زمانی کنار گذاشته شده و کشت نشود، به سرعت یک کالای اقتصادی تجاری و برنده جایزه شد. شیرینی، سفتی، وتندی، آن را انتخاب ایده‌آلی برای مصرف خام می‌سازد. سلولهای آن از بیشتر سیب‌ها بزرگتر است، که موجب می‌گردد هنگام گاز زدن آن دهان پر از آب‌میوه شود.